# Charlotte Desmet
Charlotte Desmet (7 september 1999) is een Belgisch volleybalster.

## Levensloop
Desmet begon met volleyballen bij VBC Beveren-Leie, later maakte ze de overstap naar Davo Wevelgem. Sinds 2019 was ze actief bij VDK Gent. Met deze club won ze in 2021-'22 de landstitel.